# Galina Barinova
Galina Vsevolodovna Barinova (in russo Галина Всеволодовна Баринова?; San Pietroburgo, 20 ottobre 1910, 7 ottobre del calendario giuliano – Mosca, 20 settembre 2006) è stata una violinista e insegnante sovietica.

## Biografia
Galina Vsevolodovna Barinova nacque a San Pietroburgo il 20 ottobre 1910. Dall'età di quattro anni iniziò a studiare il violino con Paweł Kochański, Joseph Achron e Viktor Zavetnovskij. 
Barinova debuttò come solista all'età di dieci anni. Con l'obiettivo di perfezionarsi all'estero, Barinova studiò con Jacques Thibaud a Parigi nel 1924-1925. Tornata in Unione Sovietica, Barinova nel 1927 si diplomò al Conservatorio di Leningrado. Dopo ulteriori studi con Lev Moiseevič Cejtlin a Mosca,  ricevette nel 1937 il terzo premio al primo Concorso pansovietico. Durante la Seconda guerra mondiale si esibì sul fronte russo e nella Leningrado assediata. Per i suoi meriti artistici, Barinova fu scelta per partecipare ai concerti collaterali alle conferenze internazionali di Teheran (1943) e Potsdam (1945). 
Negli anni del dopoguerra, Barinova tenne concerti in Unione Sovietica e in vari paesi europei e asiatici. Suonò in Unione Sovietica con i più rinomati direttori d'orchestra. In molti dei suoi concerti collaborò con i più prestigiosi strumentisti della sua epoca come Aleksandr Gol'denvejzer, Tat'jana Nikolaeva, Svjatoslav Richter, Mstislav Rostropovič.
Contemporaneamente, dagli anni cinquanta Barinova insegnò presso la Scuola centrale di musica di Mosca e dal 1956 al Conservatorio di Mosca. Nel corso della sua carriera ricevette numerosi premi e riconoscimenti.